# ポリーン・ブルドン・サナス
ポリーン・ブルドン・サナス（Pauline Bourdon Sansus、1995年11月4日 - ）は、フランスの女子ラグビーユニオン選手。

## プロフィール
- フランス出身[1]。
- ポジションはスクラムハーフ(SH)。
- 身長 165cm、体重 70kg
- 元女子フランス代表のロール・サナスと交際している[2]。

## 略歴
2022年、ラグビーワールドカップ2021の女子フランス代表に選ばれた。

## 受賞歴
- ワールドラグビー女子15人制ドリームチーム:2023年[4]